# Pantopsalis phocator
Pantopsalis phocator is een hooiwagen uit de familie Monoscutidae. De wetenschappelijke naam van de soort is voor het eerst geldig gepubliceerd in 2004 door Christopher Taylor.
De soort is alleen waargenomen op Codfisheiland.